# Ridschal Almaa
Ridschal Almaa oder Ridschal Almaʽa (arabisch رجال ألمع, DMG Riǧāl Almaʿ) ist ein Dorf in der Provinz Asir von Saudi-Arabien und eines der wichtigsten Touristenziele der Regionen. Die Ortschaft liegt etwa 50 km westlich von Abha, im südwestlichen Teil des Landes. Das Dorf ist über 900 Jahre alt. Ridschal Almaa hatte eine ideale Lage, durch die es die aus dem Jemen und der Levante kommenden Menschen mit der Heiligen Stadt Mekka und Medina verband. Infolgedessen wurde es zu einem regionalen Handelszentrum.

## Dorf
Ridschal Almaa umfasst rund 60 mehrstöckige Gebäude aus Stein, Lehm und Holz. Von der historischen Bedeutung des Ortes zeugt eine Reihe von langen und alten Festungen. Der Ort steht Reisenden offen. Das Dorf umfasst mehrere Gebäude, von denen einige bis zu acht Stockwerke haben, aus Steinen gebaut sind und farbige Holzfenster aufweisen. Sie enthalten auch Inschriften, die an den Innenwänden der Räume angebracht sind. Die für diese Inschriften verwendete Kunst ist als „Al-Qatt-Kunst“ bekannt, bei der harmonische Formen und Farben in der Regel von den Frauen des Dorfes angebracht werden. In den Außenhöfen der Häuser stehen einige Holzstühle und Matten mit grün, weiß, gelb und rot gefärbten Formen, die auch an den Fenstern und Holztüren zu finden sind.

## Museum
In der Mitte des Dorfes befindet sich ein Museum mit dem Namen „Rijal Alma'a Heritage Museum“, das eine alte Festung als Hauptsitz nutzt und 1985 eingerichtet wurde. Diese wurde ausgewählt, weil sie mehrere Stockwerke umfasst und sein Bau auf mehr als vier Jahrhunderte zurückgeht. Sie hat Renovierungsarbeiten durchlaufen, an denen die Dorfbewohner beteiligt waren. Das Museum zeigt das einzigartige Erbe des Dorfes, Antiquitäten und Sammlungen von Manuskripten, Werkzeugen und Waffen. Es beherbergt mehr als zweitausend Antiquitäten und Dokumente, die auf neunzehn Abteilungen des Museums verteilt sind.

## Im 21. Jahrhundert
Im Jahr 2015 wurde von der saudischen Kommission für Tourismus und Altertümer in Zusammenarbeit mit dem Privatsektor ein Sanierungsprojekt durchgeführt.
Im Jahr 2017 wurde das Dorf mit dem Sultan-bin-Salman-Preis für städtisches Erbe ausgezeichnet. Im Januar 2018 hat die saudische Kommission für Tourismus und Nationales Erbe Ridschal Almaa das Recht erteilt, sich als UNESCO-Welterbestätte zu bewerben.
Im September 2023 kündigte Kronprinz Mohammed bin Salman einen Masterplan zur Entwicklung des Tourismus in der Region an.

## Bilder

Ridschal Almaa bei Nacht
Alte Ruinen bei Ridschal Almaa
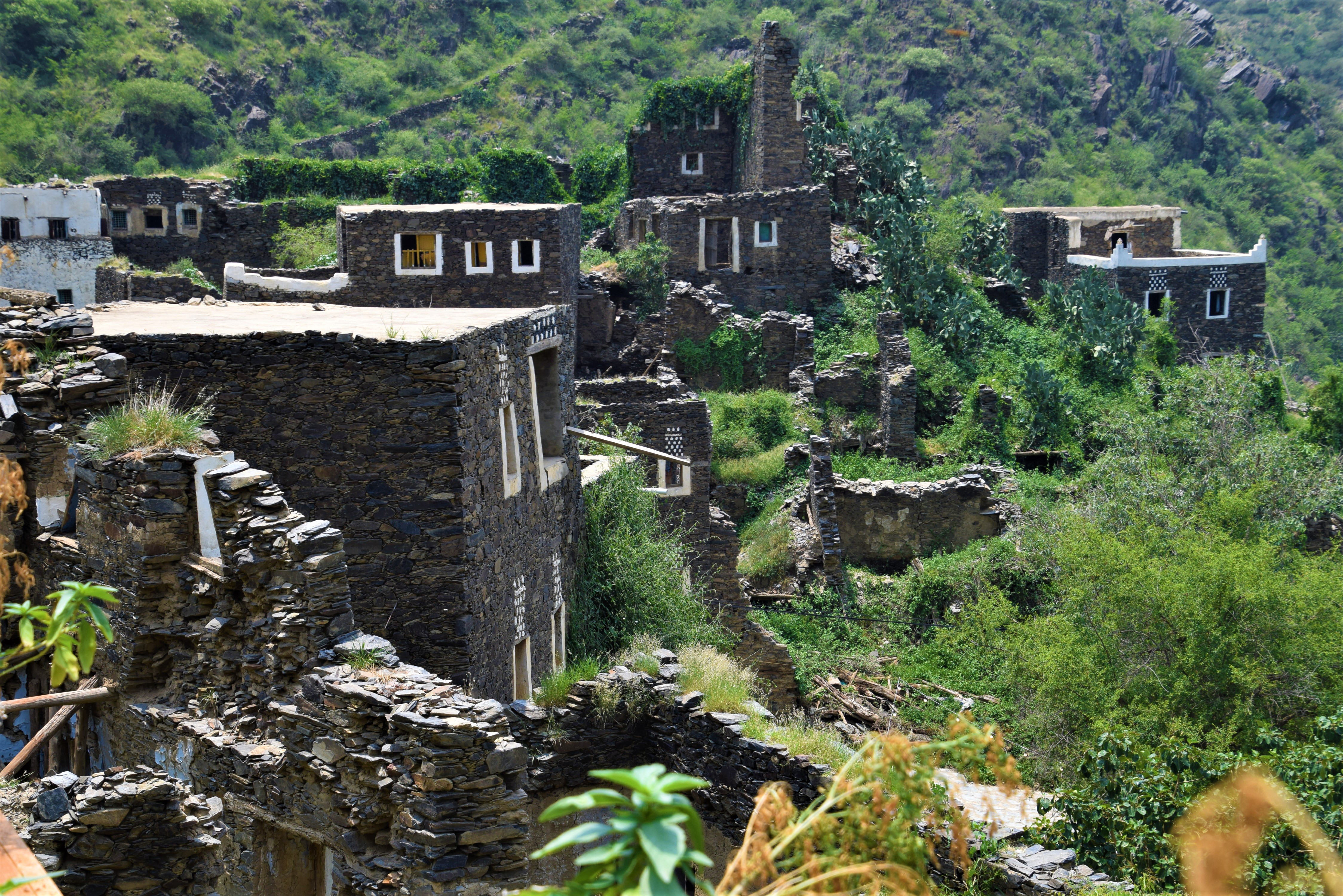
Alte Ruinen bei Ridschal Almaa
Frau bemalt eine Wand
Wandmalereien
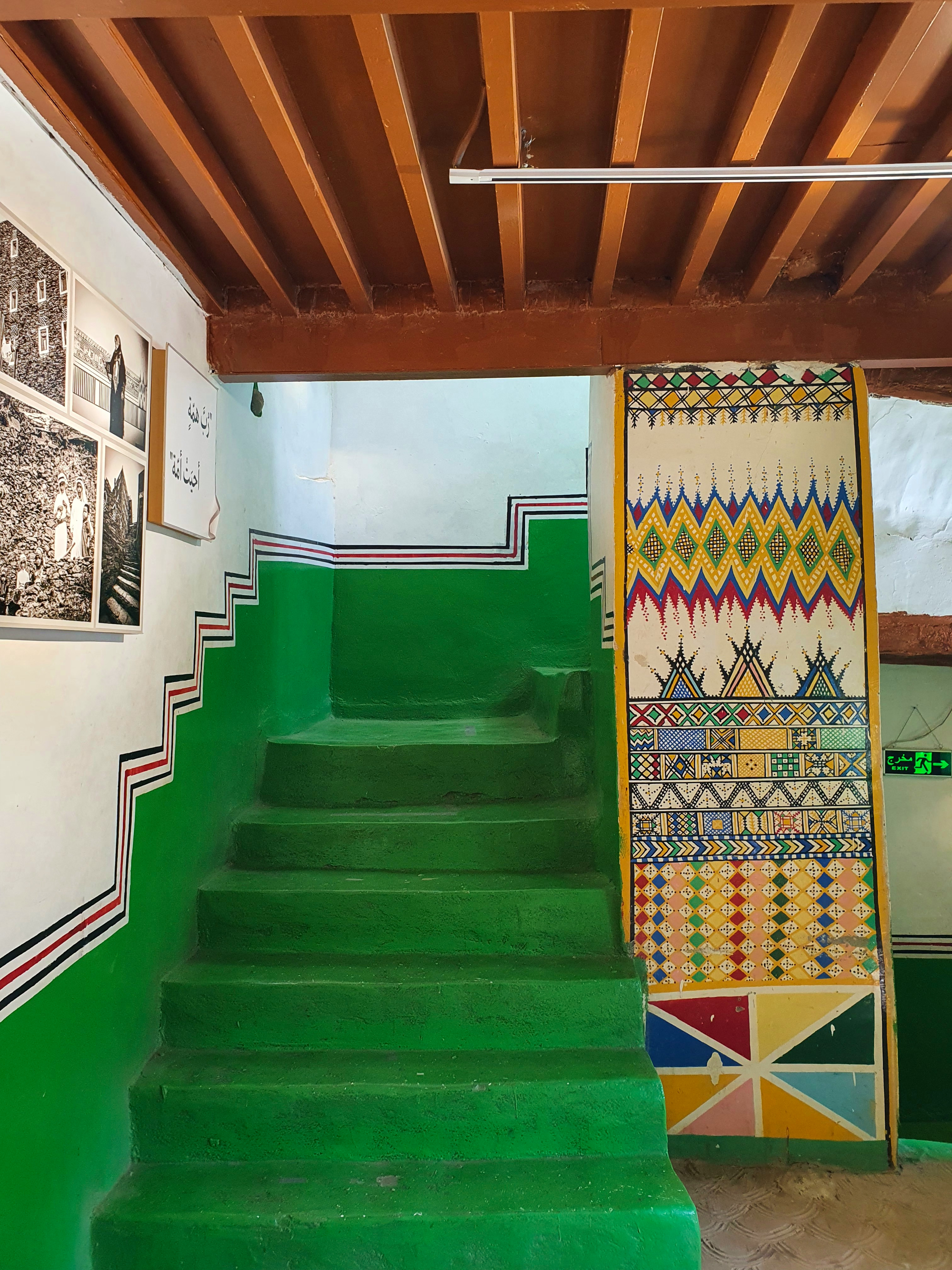
Inneres des Museums